# Maiorul și moartea (film)
Maiorul și moartea este un film românesc din 1967 regizat de Alexandru Boiangiu. Rolurile principale au fost interpretate de actorii Vasilica Tastaman, Gheorghe Dinică și Ion Stănescu.
Este o adaptare după nuvela omonimă a lui Ion Băieșu.

## Distribuție
Distribuția filmului este alcătuită din:
- Vasilica Tastaman — Livia, vânzătoare la magazinul de cadouri din Ploiești de unde fusese cumpărat geamantanul
- Gheorghe Dinică — maiorul Constantin Tache, ofițerul de miliție însărcinat cu anchetarea spargerii și a crimei
- Ion Stănescu — Ștefan Dumitrescu, zis „Zangă”, zis „Solomonică”, spărgător de seifuri bătrân, fost gangster internațional care a operat mai demult la Viena, Paris, Marsilia, Monte Carlo și Londra
- Marin Moraru — plutonierul Marin, subofițer de miliție subaltern al maiorului Tache
- Peter Paulhoffer — spărgătorul blond recent eliberat din închisoare care-l urmărește pe maiorul Tache la Sinaia
- Ștefan Mihăilescu-Brăila — unchiul spărgătorului blond, vechi infractor (menționat Ștefan Mhăilescu Brăila)
- Constantin Rauțchi — Istrate, bărbatul care intermediază întâlnirea lui Moarcăș cu Solomonică
- Jean Constantin — Jean Constantinescu, șoferul de camion care participă la spargere
- Ion Anghel — Ion Prunache, spărgătorul casei din Ploiești, ucigașul fetiței de 8 ani
- Eugen Popiță — inspectorul de asigurări de la ADAS, vecinul maiorului Tache
- Florin Scărlătescu — colonelul de miliție, superiorul maiorului Tache
- Mircea Crișan — căpitanul Bică, ofițer de miliție glumeț
- Horea Popescu — Moarcăș, nepotul unui bogătaș care fugise din România prin 1945, venit în țară ca turist pentru a recupera  trei casete cu aur și bijuterii (menționat Horia Popescu)
- Lulu Cruceanu
- Draga Olteanu-Matei — concubina lui Prunache (menționată Draga Olteanu)
- Dorina Done — vecina maiorului Tache
- Jana Gorea — complicea lui Solomonică
- Carmen Galin — Cecilia, fata nostimă din casa lui Istrate
- Alexandra Polizu
- Marina Voica — cântăreața de la restaurantul din Sinaia

## Primire
Filmul a fost vizionat de 1.352.078 de spectatori în cinematografele din România, după cum atestă o situație a numărului de spectatori înregistrat de filmele românești de la data premierei și până la data de 31 decembrie 2014 alcătuită de Centrul Național al Cinematografiei.